# 안철상
안철상(安哲相, 1957년 ~ )은 대한민국의 대법관이다.
2018년 1월 2일 김명수 대법원장이 임명제청하여 대법관이 되었고, 25일부터 법원행정처장을 겸했다가 2019년 1월 사퇴하였다.

## 학력
- 대구고등학교
- 건국대학교 법학 학사

## 경력
- 1982 제24회 사법시험 합격
- 1985 제15기 사법연수원
- 1986.03 마산지방법원 진주지원 판사
- 1989.03 부산지방법원 판사
- 1995.03 부산고등법원 판사
- 1999.03 대법원 재판연구관
- 2001.02 부산지방법원 부장판사
- 2002.02 사법연수원 교수
- 2005.02 서울행정법원 부장판사
- 2008.02 대전고등법원 부장판사
- 2009.02 대법원장 비서실장
- 서울고등법원 부장판사
- 2011.02 서울행정법원 수석부장판사 직무대리
- 2014.02 서울고등법원 부장판사
- 2014.02 ~ 2015.02 법원도서관 관장
- 2016.02 대전지방법원 법원장
- 2016.02 제25대 대전광역시선거관리위원회 위원장
- 2018.01 ~ 2024.01 대법원 대법관
- 2018.02 ~ 2019.01 법원행정처 처장
- 2023.09 ~ 2023.12 대법원장 권한대행
- 2024.03 ~ 건국대학교 법학전문대학원 석좌교수

## 생애
서울행정법원에 재직중이던 2007년 9월 17일에 "조상이 2대에 걸쳐 친일반민족행위를 했다"는 결정을 받은 이모씨가 친일반민족진상규명위원회를 상대로 낸 결정 취소 청구 소송에서  "원고를 포함한 조사 대상자들이 조상의 친일반민족행위자 결정으로 수치심을 느낄 수 있다 해도 이는 헌법정신 구현의 부수적 결과에 불과할 뿐 이를 두고 형벌의 일종인 명예형을 선고하는 것과 같다고 할 수 없다"는 이유로 원고 패소 판결하면서 이씨가 제출한 위헌법률심판 제청 신청도 기각했고 이에 덧붙여 "위원회의 활동이 헌법상 과잉금지의 원칙을 위반하지 않는다면, 조사대상자들은 인격권 침해의 결과를 받아들여야 할 의무가 있다 원고는 이 법이 친일반민족행위자 내지 그 후손이라는 특수한 신분계급을 창설하는 것이라고 주장하나 사회적 특수계급이란 귀족제도와 같은 봉건적 제도를 말하는 것"이라며 "반민족행위자나 그 후손이 받는 불이익은 인격권 등 기본권이 침해되는 것일 뿐이어서 특수계급을 창설하는 것으로 볼 수 없다"고 했다.
2011년 6월 17일에는 조현오 경찰청장의 성과주의 시스템을 정면 비판하는 기자회견을 했다가 파면처분을 당한 채수창 전 강북경찰서장이 "파면 처분을 취소하라"며 낸 행정소송에서 “경찰공무원이 상사를 비판하는 의견을 외부에 발표한 행위는 징계사유에 해당되지만, 가장 무거운 징계인 파면을 택한 것은 지나치게 가혹해 재량권을 남용했다”는 이유로  원고 승소 판결했다.
조달청이 2011년 11월 28일 공사금액 300억원 이상의 최저가 낙찰제 공사 입찰에서 시공실적확인서와 세금계산서 등을 허위로 제출한 국내 10대 대형 건설사를 포함한 68개 건설사를 부정당업체로 지정해 12월 13일부터 최장 9개월간 정부가 발주하는 공공공사 입찰을 금지한 것에 대해 조달청장을 상대로 낸 집행정지 신청에서  "제재처분이 집행되면 신청회사에 회복하기 어려운 손해가 생길 수 있어 이를 예방하기 위한 긴급한 필요가 있다"며 "입찰제한조치를 당장 13일부터 시행하지 않는다고 해서 공공복리에 중대한 영향을 미칠 우려가 있는 것도 아니다"는 이유로 "제재처분의 효력을 본안판결 선고 시까지 정지한다"고 결정했다.
금융감독원이 2011년 12월 대부업법상 최고이자율이 연 44%에서 39%로 인하됐음에도 만기 도래 대출에 여전히 종전 이자율을 적용해 30억6000만원의 부당이득을 챙긴 사실을 적발하고, 행정처분 권한이 있는 강남구청에 이를 통보하자 강남구청은  에이앤피파이낸셜 등 대부업체 4곳에 대해 6개월 영업정지 처분을 결정해 통보하자 원캐싱, 에이앤피(A&P)파이낸셜(러시앤캐시), 산와대부 등 3개 업체가  “관련법을 위반해 이자를 받지 않았다”며 “혹시 위법한 사항이 있었더라도 고의가 아니었고, 이를 통해 얻은 수익은 전부 반환했다”고 주장하면서 서울시 강남구청장을 상대로 집행정지 가처분 신청을 내면서 영업정지처분 최소 청구소송을 한 것에 대해 “영업정지로 인한, 회복하기 어려운 손해를 예방하기 위해 (가처분을 받아들일) 긴급한 필요가 있다고 인정된다”며 “집행정지로 인해 공공복리에 중대한 영향을 미칠 우려도 있지 않다”는 이유로  집행정지 가처분 신청을 받아들여 “6개월간의 영업정지 처분은 본안 판결이 선고될 때까지 그 효력을 정지한다”고 밝혔다.
조능희 PD등 PD수첩 제작진 4명이 MBC를 상대로 낸 손해배상 청구소송의 항소심에서  "주저앉은 소(다우너 소)가 광우병에 걸렸는지, 미국 여성 아레사 빈슨이 인간광우병에 걸려 죽었는지 등 PD수첩 '광우병 편'의 2가지 주요 쟁점에 대해 대법원이 허위성을 직접 판단하지 않았다고 해도 1심과 2심의 판단을 정당하다고 봤다"며 "두 쟁점에 대한 사과보도 또한 허위라고 볼 수 없어 정정보도 청구에 이유가 없다"는 이유로 원심을 깨고 원고 패소로 판결했다. 당시 MBC의 사과방송이 "PD수첩 제작진들의 명예를 훼손했다"는 주장에 대해서도 "사과방송의 내용은 '광우병 방송이 공익적 사안에 대한 보도라는 이유로 원고들에게 무죄가 선고됐다'는 내용이었던 만큼 원고들에 대한 사회적 평가에 긍정적인 내용을 담고 있다"며 "이런 사정만으로 원고들의 사회적 평가가 저해됐다고 보기 어렵다"고 했다.
경상북도민족통일연맹 간부로서 1961년 3월 대구에서 청중 3만여명이 운집한 집회를 열고 “실업자의 일터는 통일에 있다”, “통일만이 살 길이다”는 등의 주장을 하다가 구속된 이씨의 유족이  국가를 상대로 제기한 손해배상 소송에서 “국가는 유족들에게 3억4000여만원을 지급하라”고 판결했다. 
서울 모 경찰서 방범과장을 하면서 수사 대상자와 무허가 유흥주점 영업 업주로부터 각각 250만원씩 뇌물을 받고 변호사 사무실 사무원으로부터 사건알선 명목으로 160만원을 받는 등의 혐의로 기소됐다가 대법원에서 뇌물수수혐의는 선고유예, 변호사법위반은 무죄가 확정된 파면당한 전직 경찰관 김 모씨가 경찰청장을 상대로 제기한 파면처분취소소송에서 “원고가 유흥주점 주인에게 적극적으로 돈을 요구하지 않았고 뇌물을 수수했으나 직무와 관련한 부정한 행위를 저지르지 않은 것으로 보인다”며 “징계 종류 중 가장 무거운 파면에 처한 것은 재량권의 한계를 남용한 것이므로 파면처분을 취소하라”는 이유로 원고승소판결하면서 "당초 경찰청은 660만원을 수수한 사유로 김씨를 파면했으나 재판과정에서 일부 무죄판결이 났고 소청심사위원회는 금품수수액을 250만원으로 줄여 징계사유를 인정했다 원고가 경찰대학을 졸업한 이후 18년동안 징계처분을 받은바 없이 성실하게 근무했고 25회에 걸쳐 표창을 받은 점 등을 고려했다"고 밝혔다.
청와대에서 대법관 임명장을 받는 자리에서 문재인 대통령과 환담을 나눌 때 1980년대 부산지방법원 판사로 있을 때 "문재인 변호사는 판사,검사한테 식사 접대를 안하는 변호사로 유명했다"며 당시를 회상했다.

2018년 12월 3일 안철상 법원행정처장은 법원 내부통신망 코트넷을 통해 "해당 법원 법관들의 의사를 폭넓게 수렴해 각급 법원 사법행정의 전문성과 민주성을 강화하기 위해 법원장 후보 추천을 대구지방법원과 의정부지방법원에서 시범 실시하기로 했다"면서 "3명 내외 후보를 추천해달라"고 요청했다.
2019년 1월 28일 대법원 인사 발표를 앞둔 2019년 1월 3일, 법원행정처장 사퇴 의사를 표명하였다. 안철상은 양승태 사법농단 의혹을 두고 "지난 1년간은 육체적으로나 정신적으로 힘이 많이 들었고, 1년이지만 평상시의 2년보다 훨씬 길다고 생각한다"고 회상했다.

2021년 8월 4일 안철상 대법관은 10일로 예정되어 있던 제21대 국회의원 선거 부정선거 소송을 코로나를 핑계로 10월 1일로 연기하였다. 
2022년 1월 27일 이현동 전 국세청장(당시 이명박정권) 특정범죄 가중처벌 등에 관한 법률상 국고 손실 등의 혐의로 기소 건에 대해 대법원 형사3부(주심 안철상 대법관)는 무죄를 선고한 원심을 확정했다.  